# Bad Religion
Bad Religion (трансркипција: Бед релиџон, често означаван само као BR) веома је утицајан панк рок бенд познат по снажним интелектуалним стиховима са социјалном позадином. Бенду се често приписује заслуга за оживљавање панк рока током касних '80-их.

## Историја

### Рана каријера (1980. – 1985.)
је настао у Лос Анђелесу, у Калифорнији 1980. године. Основали су га студенти Грег Грефин (вокал), Џеј Бентли (бас-гитара), Џеј Зискрут (бубњеви) и Брет Гуревиц (познатији као Mr. Brett, гитара). Крајем 1981. године бенд је избацио свој први сингл за своју новоосновану издавачку кућу Епитаф (Epitaph Records) којом је управљао Гуревиц. Следеће године излази њихов први албум, How Could Hell Be Any Worse?, који им доноси и прве фанове. Током снимања овог албума Џеј Зискрут је напустио бенд, а на његово место дошао је Питер Фајнстон. Бенд је 1983. године избацио албум Into the Unknown, психоделични рок албум са клавијатурама, који је изашао на страховито лош пријем највећих фанова. Данас је генерално гледано овај албум одбачен од стране бенда. Међутим, неки од фанова га прихватају уз тврдњу да је то добар албум, али не и добар Bed Religion албум. Наредне године Грег Хетсон из бенда Circle Jerks је заменио Гуревица. Бенд се вратио свом оригиналном звуку у нешто мекшој верзији са синглом Back to the Known, али су се убрзо разишли.

### Главна каријера (1986. – 1992.)
Бенд је поново оформљен 1986. године. Албум Suffer означио је њихов повратак на панк сцену. No Control из 1989. и Against the Grain из 1990. само су повећали популарност бенда, а након њих је 1992. уследио Generator. Пре снимања овог албума бубњар Пит Фајнстон је напустио бенд, како би се потпуно посветио свом другом бенду, Fishermen, а Боби Шејер дошао је на његово место.

### Комерцијални успех (1993 – 1995.)
Са доласком на мејнстрим сцену, Bed Religion напуштају Епитаф Рекордс и следећи, седми по реду, албум - Recipe for Hate (1993) издају за велику издавачку кућу Атлантик (Atlantic Records). (У ствари Епитаф је Атлантику продао права на Recipe for Hate). Наредне, 1994. године, уследио је Stranger Than Fiction, али је Гуревиц напустио бенд непосредно након изласка албума. Званично, изјавио је да му рад у Епитаф Рекордсу одузима превише времена, али познато је да је прави разлог био тај што је сматрао да се бенд "продао" јер је напустио Епитаф како би потписао за велику издавачку кућу. Уследило је много међусобних "прозивки" између Гуревица и остатка бенда. Гуревиц је затим оформио бенд The Daredevils и у наредним годинама имао великих проблема са хероином. Гуревица је заменио гитариста Брајан Бејкер (Brian Baker), бивши члан бендова Minor Threat и Dag Nasty. Пре тога Грег Грефин и Гуревиц су заједнички били потписани као текстописци, што је Грефина оставило као соло текстописца.

### Пост-Гуревиц период (1996 – 2001.)
наставили су без Гуревица и избацили још три албума: The Gray Race (1996), No Substance (1998), и The New America (2000). Како њихова популарност више није била велика као некада (иако је The Gray Race добро прошао код великог дела публике) 2001. године напуштају Атлантик Рекордс и враћају се у Епитаф.

### Гуревицов повратак (2002 – 2004.)
Боби Шејер напустио је бенд због озбиљне повреде рамена, а на његово место дошао је Брукс Векерман (Brooks Wackerman) из бенда Suicidal Tendencies. Гуревиц се вратио у бенд у време снимања албума The Process Of Belief (2002). Њихов следећи албум, The Empire Strikes First, изашао је у јуну 2004. године. Оба албума су сјајно прихваћена како од фанова, тако и од стране критике, који су поздравили њихово поновно уједињење и повратак у Епитаф. Бенд је такође избацио и реиздања, дигитално-ремастеризоване верзије неколико ранијих албума укључујући How Could Hell Be Any Worse?, Suffer, No Control, Against the Grain и Generator. Реиздање албума The How Could Hell Be Any Worse? садржало је и комплетан први сингл, затим Public Service EP и Back To The Known.

## Тренутна дешавања и будући планови (2005 – до данас)
У мају 2005, Грефин је на званичном сајту бенда изјавио да ће рад на следећем албуму почети "касно ове године" да би изашао негде у 2006. години. У фебруару 2006. године басиста Џеј Бентли је потврдио да ће се албум највероватније појавити у септембру исте године. На званичном сајту се такође могло прочитати да је Брет Гуревиц најавио дупли албум. По последњим вестима излазак новог албума очекује се крајем 2006. или почетком 2007. године.

## Дискографија
| Омот албума | Датум изласка       | Назив                                                                                               | Етикета          | US Billboard Peak | US sales |
|             | 30. новембар 1981.  | Bad Religion (сингл)                                                                                | Epitaph          | —                 |          |
|             | 1981.               | Public Service (компилацијски сингл, са Circle One, Red Cross, RF7 и Disability)                    | Epitaph          | —                 |          |
|             | 1982.               | How Could Hell Be Any Worse?                                                                        | Epitaph          | —                 |          |
|             | 1983.               | Into the Unknown                                                                                    | Epitaph          | —                 |          |
|             | 1984.               | Back to the Known (EP)                                                                              | Epitaph          | —                 |          |
|             | 01. новембар 1988.  | Suffer                                                                                              | Epitaph          | —                 |          |
|             | 2. новембар 1989.   | No Control                                                                                          | Epitaph          | —                 |          |
|             | 23. новембар 1990.  | Against the Grain                                                                                   | Epitaph          | —                 |          |
|             | 12. новембар 1991.  | 80-85 (компилација пре-Suffer албума и EP-ова осим Into The Unknown)                                | Epitaph          | —                 |          |
|             | 12. март 1992.      | Generator                                                                                           | Epitaph          | —                 |          |
|             | 21. септембар 1993. | Recipe for Hate                                                                                     | Epitaph/Atlantic | 14 (Heatseekers)  |          |
|             | 30. август 1994.    | Stranger Than Fiction                                                                               | Atlantic         | 87                |          |
|             | 07. новембар 1995.  | All Ages (компилација, колекција Epitaph Records материјала преRecipe for Hate)                     | Epitaph          | —                 |          |
|             | 27. фебруар 1996.   | The Gray Race                                                                                       | Atlantic         | 56                |          |
|             | 1997.               | Tested (live)                                                                                       | Epic             | —                 |          |
|             | 05. мај 1998.       | No Substance                                                                                        | Atlantic         | 78                |          |
|             | 09. мај 2000.       | The New America                                                                                     | Atlantic         | 88                |          |
|             | 12. фебруар 2002.   | The Process of Belief                                                                               | Epitaph          | 49                |          |
|             | 30. април 2002.     | Punk Rock Songs (компилација, издање само за Европу и Јапан, колекција Atlantic Records материјала) | Epic             | —                 |          |
|             | 08. јун 2004.       | The Empire Strikes First                                                                            | Epitaph          | 40                |          |
|             | 10. јул 2007.       | New Maps of Hell                                                                                    | Epitaph          |                   |          |
|             | 28. септембар 2010. | The Dissent of Man                                                                                  | Epitaph          |                   |          |

## Синглови
| Година | Назив                        | Место на листи | Место на листи | Место на листи     | Место на листи | Албум                    |
| Година | Назив                        | US Hot 100     | US Modern Rock | US Mainstream Rock | UK             | Албум                    |
| 1988.  | "Give You Nothing"           | -              | -              | -                  | -              | Suffer                   |
| 1989.  | "You"                        | -              | -              | -                  | -              | No Control               |
| 1991.  | "Faith Alone"                | -              | -              | -                  | -              | Against the Grain        |
| 1991.  | "Operation Rescue"           | -              | -              | -                  | -              | Against the Grain        |
| 1992.  | "Atomic Garden"              | -              | -              | -                  | -              | Generator                |
| 1993.  | "American Jesus"             | -              | -              | -                  | -              | Recipe for Hate          |
| 1993.  | "Struck a Nerve"             | -              | -              | -                  | -              | Recipe for Hate          |
| 1994.  | "21st Century (Digital Boy)" | -              | 11             | -                  | 41.            | Stranger Than Fiction    |
| 1994.  | "Infected"                   | -              | 27             | 33                 | -              | Stranger Than Fiction    |
| 1994.  | "Stranger Than Fiction"      | -              | 28             | -                  | -              | Stranger Than Fiction    |
| 1995.  | "Incomplete"                 | -              | -              | -                  | -              | Stranger Than Fiction    |
| 1996.  | "A Walk"                     | -              | 34             | 38                 | -              | The Gray Race            |
| 1996.  | "Punk Rock Song"             | -              | -              | -                  | -              | The Gray Race            |
| 1997.  | "Dream of Unity"             | -              | -              | -                  | -              | Tested                   |
| 2000.  | "The New America"            | -              | -              | -                  | -              | The New America          |
| 2002.  | "Broken"                     | -              | -              | -                  | -              | The Process of Belief    |
| 2002.  | "Sorrow"                     | -              | 35             | -                  | -              | The Process of Belief    |
| 2002.  | "The Defense"                | -              | -              | -                  | -              | The Process of Belief    |
| 2004.  | "Los Angeles is Burning"     | -              | 40             | -                  | -              | The Empire Strikes First |
| 2004.  | "The Empire Strikes First"   | -              | -              | -                  | -              | The Empire Strikes First |